# Linda Ty-Casper
Linda Ty Casper este o scriitoare filipineză ce a publicat peste 15 cărți, incluzând romane istorice și politice.